# Sedraia
Sedraia là một đô thị thuộc tỉnh Médéa, Algérie. Dân số thời điểm năm 2002 là 7.07 người.